# Матица сербская

Эмблема Матицы сербской

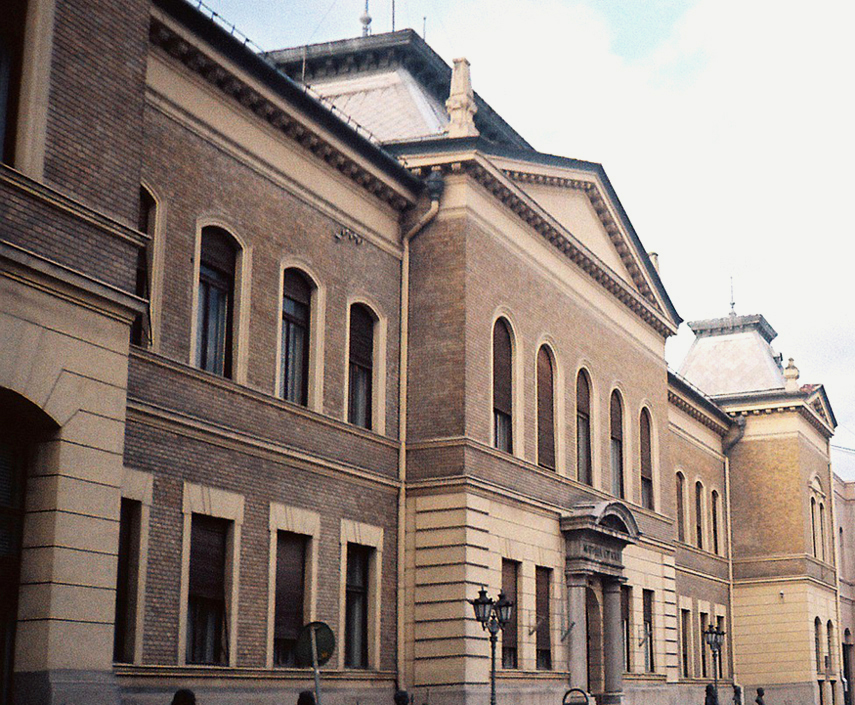
Здание Матицы сербской в городе Нови-Сад

Матица сербская (серб. Матица српска — «сербская (пчело)матка») — старейшее сербское литературно-научное и культурно-просветительское общество.
Как неформальная организация, основана 16 февраля 1826 года в городе Пешт; в 1837 году получила официальное разрешение на деятельность; в 1864 году перенесено в Нови-Сад. Предтечей создания организации было издание сборника «Сербске летописи», созданного в конце 1824 года. По примеру Матицы сербской был создан ряд других общественных культурно-просветительских славянских организаций на территории Австро-Венгрии. Она сыграла значительную роль в пробуждении сербского национального самосознания и выработке литературного сербского языка. Была одним из инициаторов Новисадского договора (1954 год) о единстве сербскохорватского языка.
В настоящий момент издаёт различные издания, в том числе специальные научные публикации и журналы «Летопис» (с 1924), «Зборник за друштвене науке» (с 1950), «Зборник за историjy» (с 1970). Также одновременно с созданием организации при ней была создана библиотека, которая стала публичной в 1838 году. В настоящее время деятельность организации регулируется «Законом о Матице сербской».

## История
В 1823 году группа сербских общественных деятелей в Нови-Саде, стремясь объединить сербских патриотов, выступила с инициативой создания литературного журнала.
В 1824 году был создан журнал «Сербске летописи», первый выпуск которого вышел в начале 1825. Его редактором был доктор права, профессор новисадской гимназии Георгие Магарашевич (Георгије Магарашевић), издателем — местный книготорговец Константин Каулиция (Константин Каулиција). Сербская православная церковь выступила с критикой журнала. Журнал оказался невостребованным и в конце 1825 был закрыт из-за убыточности.

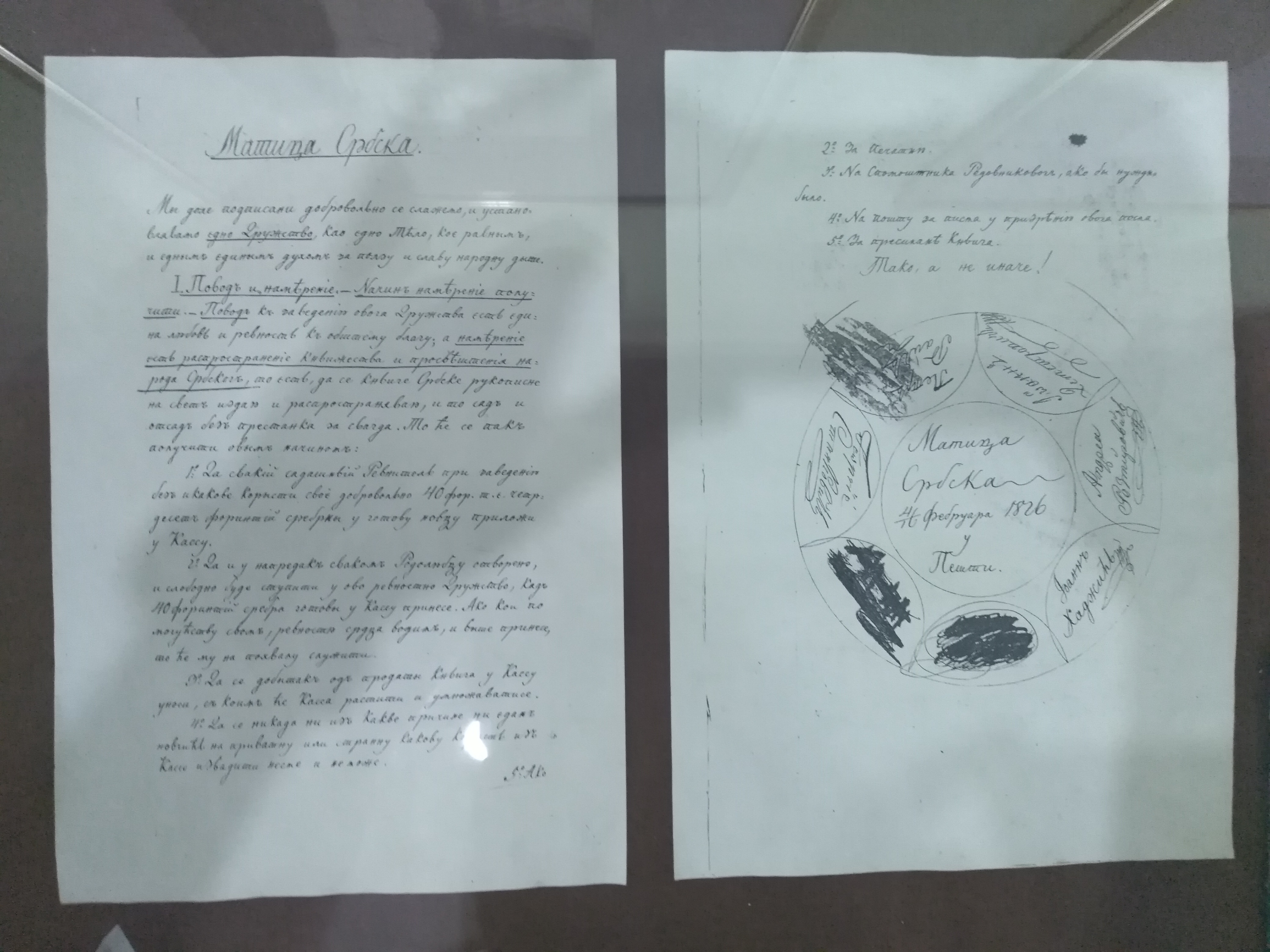
Соглашение о создании Матицы сербской

Общество Матица сербская было создано сербским литератором и юристом Йованом Хаджичем (Јован Хаџић), известным также под псевдонимом Милош Светич (Милош Светић) и шестью сербскими торговцами во главе с Иосифом Миловуком (Јосиф Миловук). С целью способствовать развитию сербской культуры было основано литературное общество Матица сербская для издания и распространения книг на сербском литературном языке. В акте об основании Матицы её задача была определена как «польза во славу народа».
В период между 25 и 31 января на собраниях у Йована Деметровича (Јован Деметровић) была осознана не только идея создания литературного общества, но и идея создания фонда для издания «Летописа», и 31 января было принято решение о создании общества, а Хаджичу было поручено придумать название и выработать устав организации. Он это сделал достаточно оперативно и на заседании 14 февраля предложил название Матица сербская (Матица српска) и представил устав, который был принят без существенных изменений.
16 февраля 1826 года в городе Пешт прошло учредительное собрание и были выбраны органы управления: председатель Йован Хаджич (Јован Хаџић), делопроизводитель и управляющий Иосиф Муловук (Јосиф Миловук), казначей Йован Деметрович (Јован Деметровић), ключники Гаврило Бозитовац (Гаврило Бозитовац) и Георгие Станкович (Георгије Станковић). Без определённых функций остались только Андрей Розмирович (Андреја Розмировић) и Петар Райич (Петар Рајић).
В первые годы в организации состояло около 50 человек. Более половины из них были торговцы. Также среди них были представители интеллигенции, духовенства, чиновничества и дворянства. Она существовала за счёт членских взносов и пожертвований. Она стала первым сербским национальным учреждением.
В 1835 году деятельность была приостановлена из-за давления венгерских властей, которые в качестве предлога использовали отсутствие официального разрешения. В 1837 году Матица сербская получила официальное разрешение на деятельность, в том же году была учреждена должность секретаря Матицы. Первым секретарём стал Теодор Павлович.
В 1864 году общество было перенесено в Нови-Сад.
В первой половине XIX века в Европе прокатилось так называемое «матичное» движение. По образцу и подобию Матицы сербской создавались культурно-просветительские организации, целью которых было развитие национальной культуры южно-славянских и западно-славянских народов, их борьба с ассимиляторской политикой (Австро-Венгрии, Германии, Турции). Матицы создавались и как общекультурные организации, так и специально литературные, школьные, музыкальные. Эти организации основывали библиотеки, читальни, печатали учебники, научно-популярные и художественные книги, издавали журналы и ноты, организовывали школы, материально поддерживали писателей, ученых и других деятелей культуры. Они решали задачи изучения истории, фольклора и этнографии своих народов, развития национального литературного языка.
Так, следующими после Матицы сербской были созданы Матица чешская в Праге (1830), хорватская — в Загребе (1842), и далее ряд других. В Германии матица есть у верхних лужичан в Будишине (Бауцен) (1847) с отделением в Хотебузе (Котбусе) (1880) для нижних лужичан. В Чехии были созданы музыкальная организация Glasbena Matica в Лайбахе (1871) и Центральная школьная Матица (чеш. Usiredni Macce školskà).

## Деятельность
Матица сербская была одним из инициаторов Новисадского договора — второго договора о единстве сербскохорватского языка. В сентябре 1953 года в академическом журнале «Летопис Матице српске» была опубликована анкета «Вопросы сербскохорватского литературного языка и правописания». Потом с 8 по 10 декабря 1954 года прошло Новисадское совещание, после завершения которого договор и был подписан.
Она играла ведущую роль в выработке орфографии сербско-хорватского языка (работа завершена и опубликована в 1960). В 1967—1976 был создан словарь сербского стандартного литературного языка в шести томах.
В настоящий момент организация продолжает выпускать журнал «Летопис», который является одним из старейших постоянно издаваемых журналов. Кроме него, она издаёт «Зборник за друштвене науке» (с 1950), «Зборник за историjy» (с 1970) и другие журналы и различные специальные научные публикации.
Также одновременно в 1826 году при организации была создана библиотека, которая стала публичной 26 августа 1838 года. В ней сейчас около трёх миллионов книг.
Матица сербская вручает ежегодную премию «Змајеву награду» за поэзию на сербском языке, «Бранкову награду», «Пупинову награду», «Стојковићеву награду» за студенческие работы в разных областях; а также раз в три году — премию «Младен Лесковац» за высшие достижения в истории литературы.
В настоящее время деятельность организации регулируется «Законом о Матице сербской».

## Награды
- Сретенский орден I степени (2017)[9]